# Cubo de la Solana
Cubo de la Solana es un municipio y localidad española de la provincia de Soria, en la comunidad autónoma de Castilla y León.

## Geografía
Se encuentra a una distancia de 25 kilómetros de la capital provincial. Está atravesado por la autovía A-15 y la carretera nacional N-111. Por su término municipal discurren los ríos Duero (al este y sureste), Rituerto (al este) y Mazos (al oeste). Las aguas del Duero forman el embalse de Almarail.
El relieve del municipio es variado, más llano en los alrededores del río Duero y algo más elevado al oeste, donde cuenta con un pequeño puerto (Alto de Las Matas de Lubia, 1099 metros) atravesado por las carreteras. El municipio se alza a 988 metros sobre el nivel del mar, aunque en la zona ribereña la altura es de unos 960 metros y al oeste se llegan a más de 1100 metros de altitud. Al noreste también se alza un cerro de 1021 metros llamado Alto del Pecho.
El término tiene una superficie de 2187 hectáreas, de las cuales 918 están cultivadas.
Los núcleos de población de este municipio son: Almarail, Cubo de la Solana, Ituero, Lubia, Rabanera del Campo y Riotuerto.
| Noroeste: Los Rábanos               | Norte: Los Rábanos     | Noreste: Aldealafuente |
| Oeste: Quintana Redonda             |                        | Este: Tejado           |
| Suroeste: Quintana Redonday Almazán | Sur: Almazán, Borjabad | Sureste: Tejado        |

## Historia
Cubo de la Solana estuvo habitado desde, al menos, el periodo celtíbero, al haberse hallado un castro con una necrópolis en Los Castillejos y otros restos en Los Cantos.
Durante la Hispania romana, una de las calzadas que cruzaban el Duero pasaba por la zona. Hay documentada, al menos, una villa romana en Las Casillas. Durante la presencia musulmana, fue tierra fronteriza entre territorios cristianos y moros. A dicho periodo corresponde la Atalaya de Torrejalba (árabe). Transcurre por el término la Cañada Real de Soria, lo que permitió cierto nivel de prosperidad desde finales de la Edad Media hasta la Ilustración gracias a la agricultura, la ganadería y el comercio. El conde de Gómara construyó allí su Casa-Palacio (siglo XVI).
Durante la Edad Media perteneció a la Comunidad de Villa y Tierra de Soria formando parte del Sexmo de Lubia.
A la caída del Antiguo Régimen la localidad se constituye en municipio constitucional en la región de Castilla la Vieja, partido de Soria que en el censo de 1842 contaba con 78 hogares y 312 vecinos.
A mediados del siglo XIX crece el término del municipio porque incorpora a Lubia y a Rabanera del Campo.
A finales del siglo XX crece el término del municipio porque incorpora a Almarail y a Ituero.
Durante la dictadura franquista en la pedanía de Lubia de este municipio se albergaron instalaciones nucleares destinadas a lograr la proyectada y abortada bomba atómica española.

## Geografía humana

### Demografía
Cuenta con una población de 163 habitantes (INE 2024).

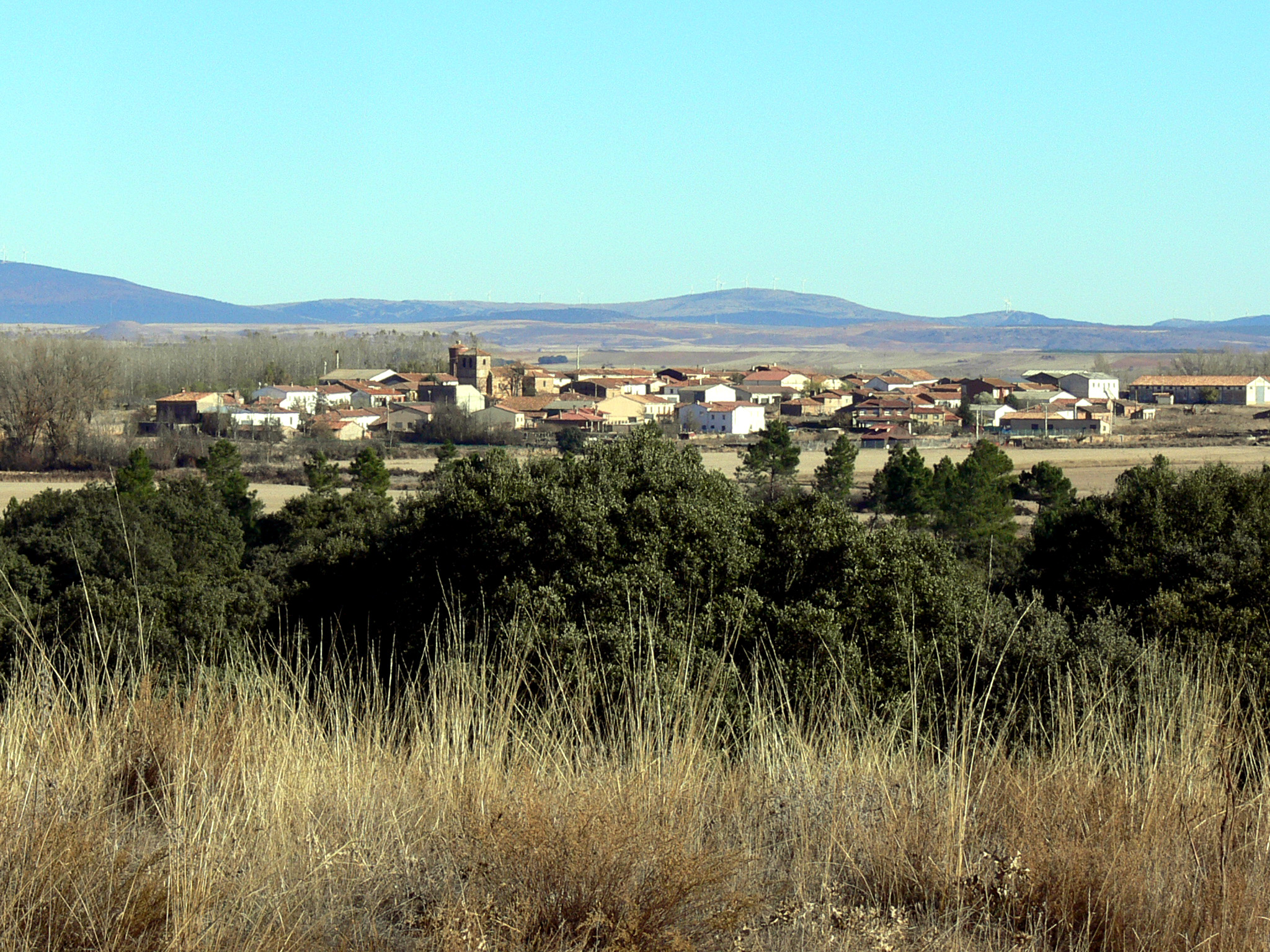
Vista general

| Gráfica de evolución demográfica de Cubo de la Solana entre 1842 y 2021 |
| |
| Población de derecho según los censos de población del INE Población de hecho según los censos de población del INEEntre el censo de 1857 y el anterior, crece el término del municipio porque incorpora a 425055 (Lubia) y 425092 (Rabanera del Campo) Entre el censo de 1970 y el anterior, crece el término del municipio porque incorpora a 42511 (Almarail) y 42562 (Ituero) |

### Población por núcleos
| Núcleos            | Habitantes (2000) | Habitantes (2010) | Notas                              |
| ------------------ | ----------------- | ----------------- | ---------------------------------- |
| Cubo de la Solana  | 70                | 59                |                                    |
| Almarail           | 38                | 30                |                                    |
| Ituero             | 49                | 40                |                                    |
| Lubia              | 69                | 65                |                                    |
| Rabanera del Campo | 20                | 16                |                                    |
| Riotuerto          | 4                 | 0                 | Pedanía despoblada en el siglo XXI |

### Economía
Su economía se basa principalmente en el cultivo de remolacha y patata mediante regadío. En secano, se cultivan cereales, girasol y lino. La ganadería más importante es la lanar y la vacuna.

## Cultura

### Patrimonio

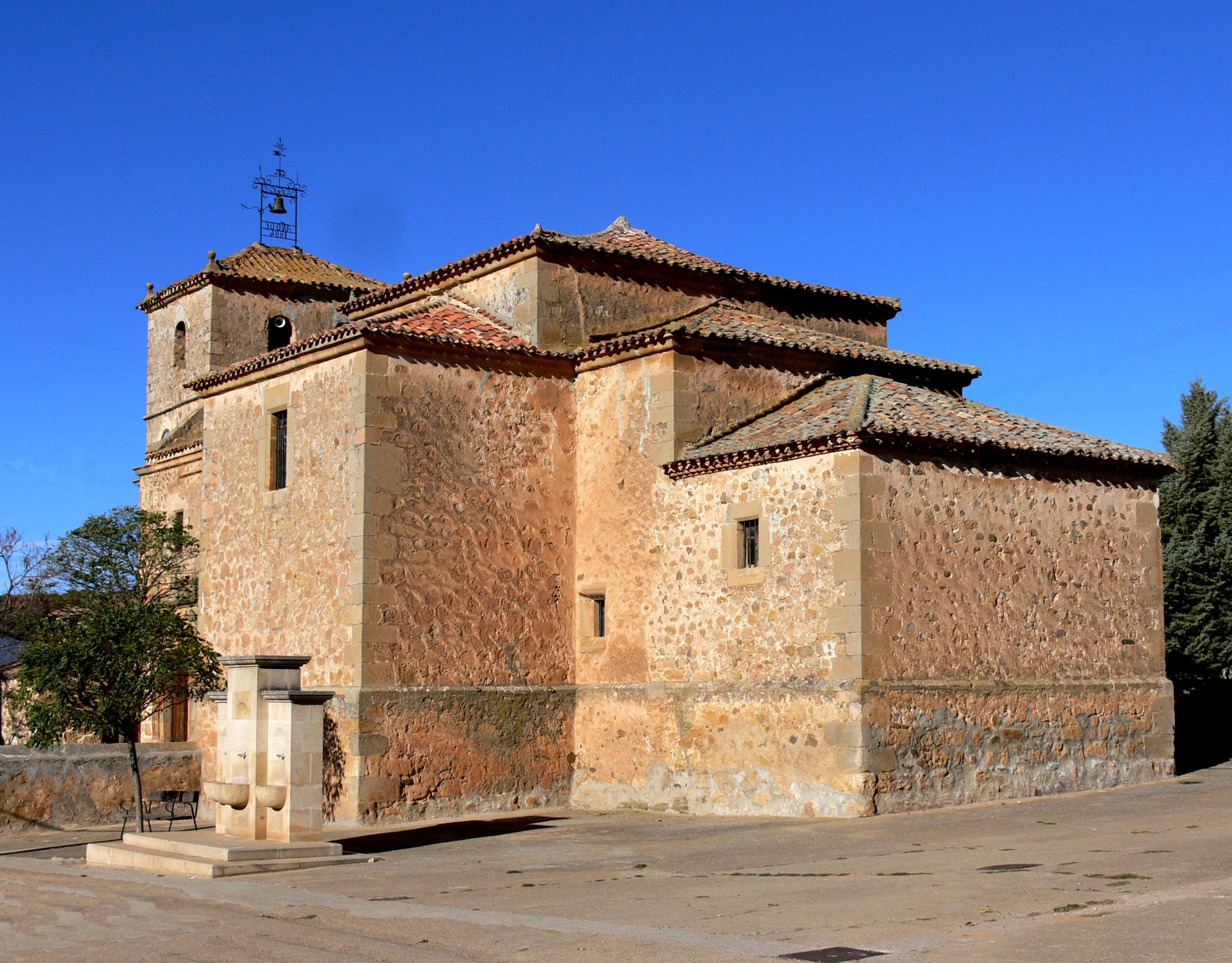
Iglesia de San Martín

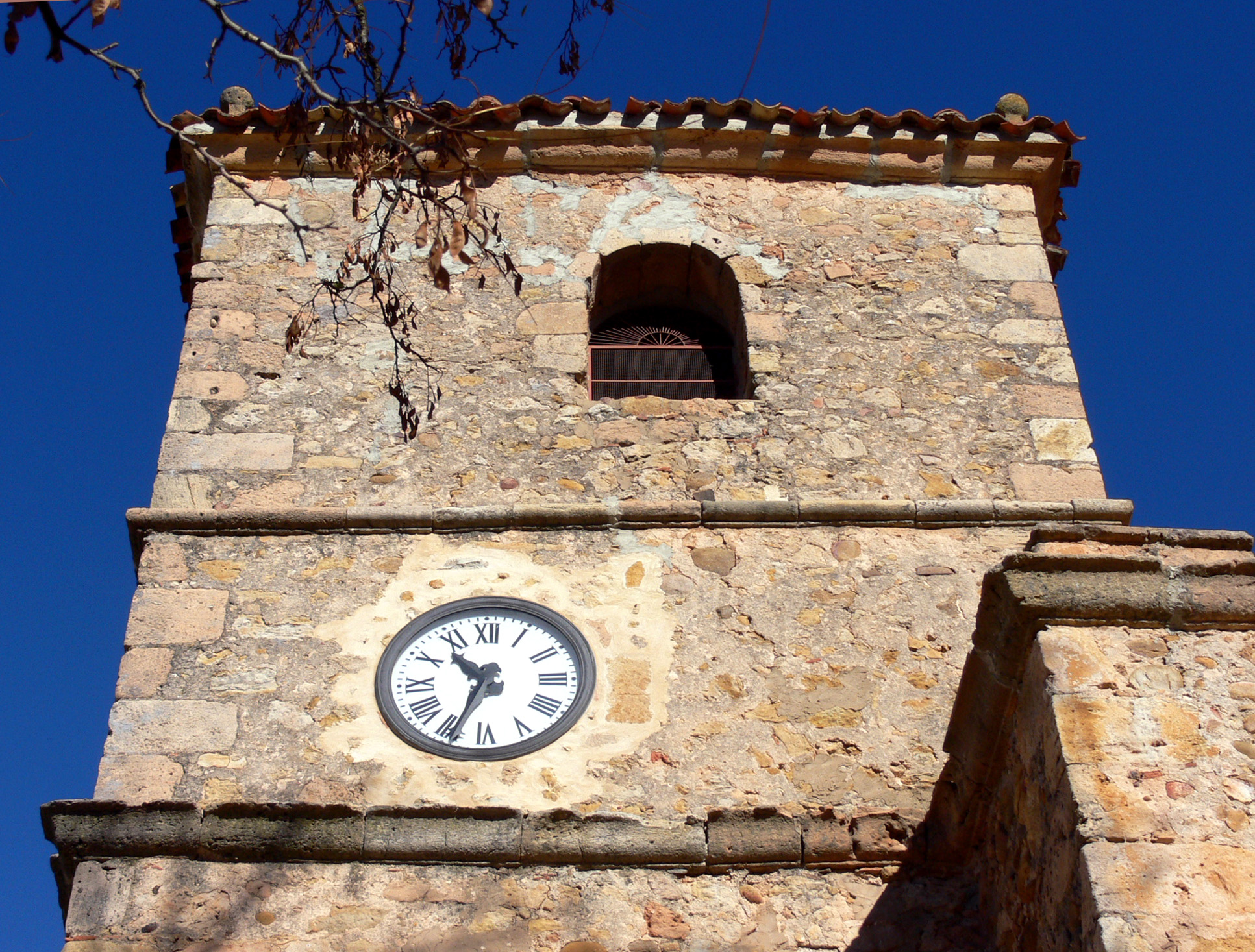
Torre y reloj de la iglesia

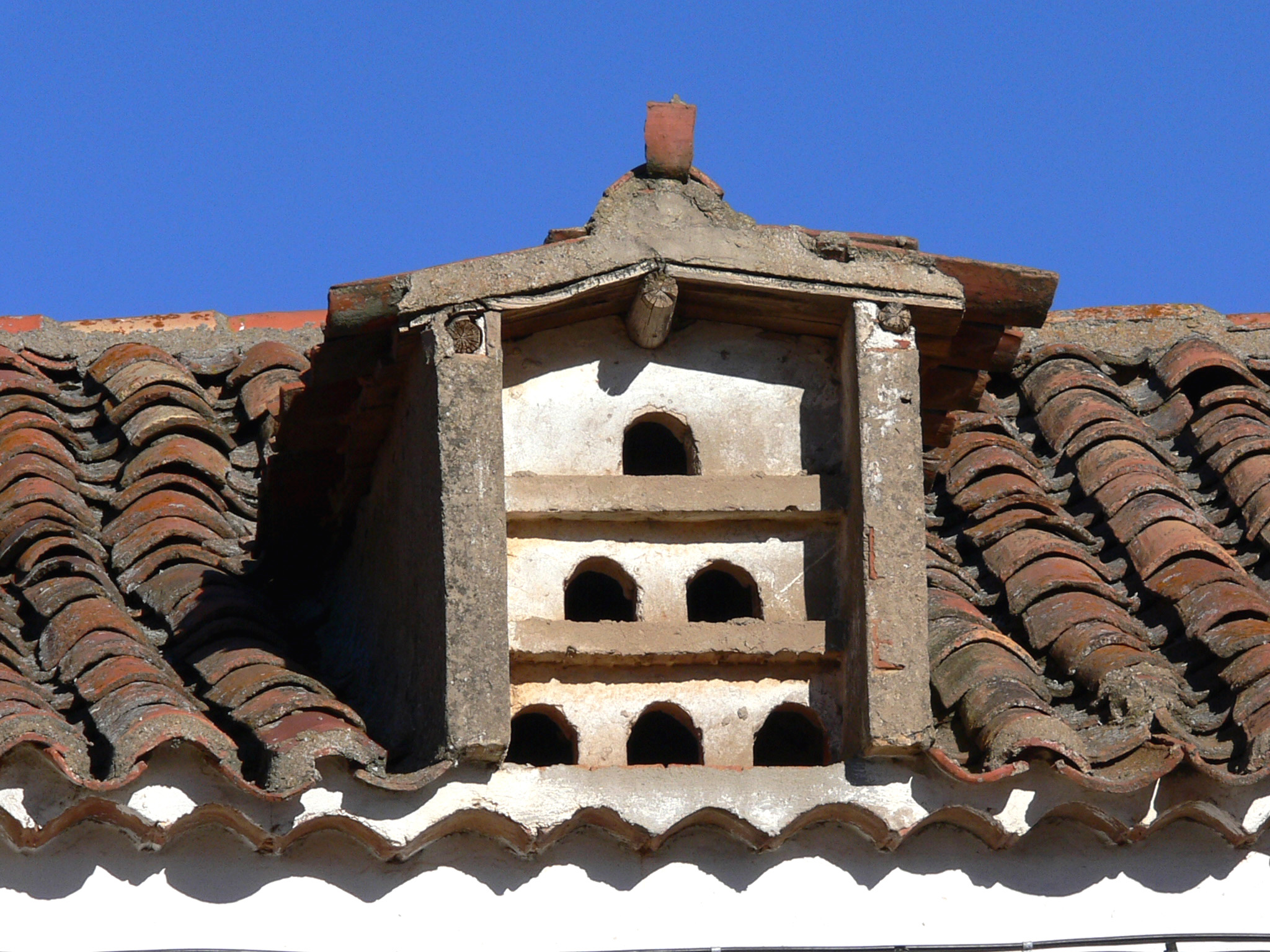
Detalle de un tejado

- Iglesia de San Martín del siglo XIX, con pila bautismal románica.
- Ermita de La Virgen de La Solana.
- Casa palacio del conde de Gómara de propiedad particular, actualmente en restauración.

### Fiestas
- San Blas. Se celebra el 3 de febrero.
- Virgen de la Solana. Se celebra los días 17, 18 y 19 de agosto.
- San Martín. Se celebra el 11 de noviembre.